# 피넛버터 (음악 그룹)
피넛버터는 대한민국의 2인조 음악 그룹이다.

## 방송
- CCM루키 선발 경연대회 (2013) - 은상

## 음반
- 피넛버터 (2015)
- 출근길 (2017)
- 땅콩블루스 (2017)
- 젓가락 왈츠 (2017)
- 도시 , 밤 (2019)
- 마음방 (2020)